# Hindsholm
Hindsholm er en halvø, der udgør det nordøstligste Fyn. Halvøens nordligste punkt er Fyns Hoved. Hindsholm er 91 km² stor, lidt mindre end Samsø, og er omgivet af følgende farvande: Odense Fjord, Kattegat, Storebælt, Romsø Sund og Kerteminde Bugt. Hindsholm er en del af Kerteminde Kommune, som igen er en del af Region Syddanmark. Hindsholm er endvidere en del af Bjerge Herred, hvilket i dag dog kun har historisk betydning. Få kilometer syd for Hindsholm ligger byen Kerteminde. Hindsholm bliver af lokale kaldet "Holmen".

## Geologisk
Landskabet på Hindsholm er præget af istiderne og fremstår nu meget varieret med hævet stenalderhav med øer, fjorde og bugter med klinter, strandvolde og marint forland, dødishuller, hævet stenalderhav, drumlins- og kamebakker. Det specielle landskab på Fyns Hoved er en stor turistatraktion.

## Landsbyer m.m.
Lokaliteter på Hindsholm listet efter nordlighed
- Korshavn
- Nordskov
- Snave
- Martofte
- Stubberup
- Hersnap
- Dalby
- Midskov
- Mesinge
- Salby
- Viby
- Måle
- Stavre
- Tårup